# خوسيه غونزاليس (رسام)

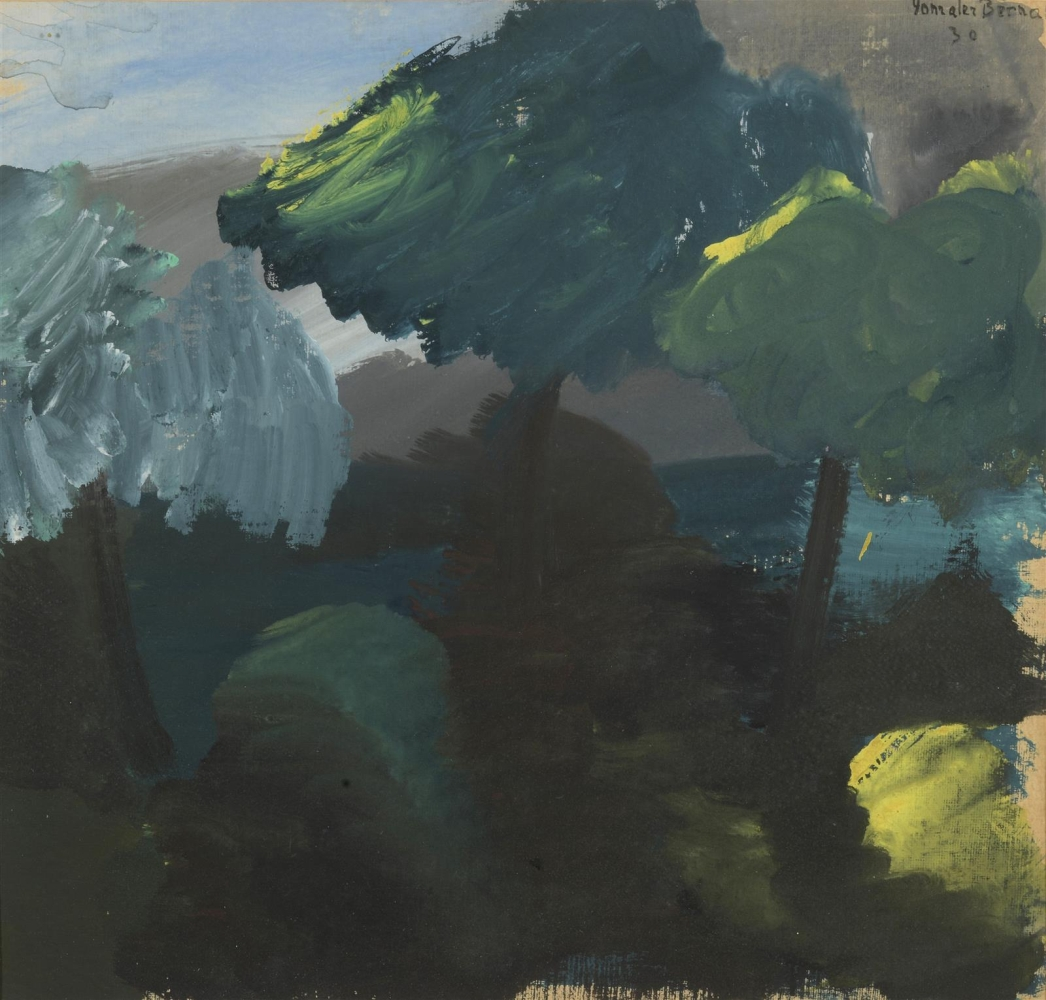
أحد لوحات خوسيه غونزاليس

خوسيه غونزاليس (بالإسبانية: José Luis González Bernal)‏ (و. 1908 – 1939 م) هو رسام، وراسم إسباني، ولد في سرقسطة، توفي عن عمر يناهز 31 عاماً.